# Stopping the Limited
Stopping the Limited è un cortometraggio muto del 1914 diretto da Harry Mainhall.

## Produzione
Il film fu prodotto dalla Essanay Film Manufacturing Company.

## Distribuzione
Distribuito dalla General Film Company, il film - un cortometraggio di una bobina - uscì nelle sale cinematografiche USA l'11 agosto 1914.